# Харманкьой
Харманкьой  (на гръцки: Εύοσμος, до 1955 Νέος Κουκλουτζάς, Неос Куклудзас, до 1927 година Χαρμάνκιοϊ, Харманкьой) е северно предградие на град Солун, Гърция, част от дем Корделио-Харманкьой.

## География
Харманкьой е разположено в североизточната част на Солун, на 35 km от центъра.

## История

### В Османската империя
През XIX век и началото на XX век, Харманкьой е село, а след това турски чифлик в Солунска каза на Османската империя, Вардарска нахия, числящ се към муката на въглищарските села. Жителите на Харманкьой се занимават и със зърнопроизводство. През XIX век Харманкьой е приятно озеленено селище с ханове, магазини и хубави селски къщи. В 1817 година е построена църквата „Свети Атанасий“, обявена за паметник на културата в 1983 година. В 1848 година руският славист Виктор Григорович описва в „Очерк путешествия по Европейской Турции“ Орманкіой като българско село. Александър Синве („Les Grecs de l’Empire Ottoman. Etude Statistique et Ethnographique“), който се позовава на гръцки данни, в 1878 година пише, че в Харманкьой (Harman-keuy) живеят 180 гърци. В „Етнография на вилаетите Адрианопол, Монастир и Салоника“, издадена в Константинопол в 1878 година и отразяваща статистиката на населението от 1873 година, Харманкьой (Harmankeui) е показано като село с 32 домакинства и 142 жители българи. Според статистиката на Васил Кънчов („Македония. Етнография и статистика“) от 1900 година селото брои 260 жители, всички българи християни.
Цялото село е гъркоманско под върховенството на Цариградската патриаршия. По данни на секретаря на Българската екзархия Димитър Мишев („La Macédoine et sa Population Chrétienne“) в 1905 година в Харманкьой (Harman-Keuy) има 336 жители българи патриаршисти гъркомани и петима гърци, като в селото работи гръцко училище.
Според доклад на Димитриос Сарос от 1906 година Харманкьой (Χαρμάνκιοϊ) е славяногласно село в Солунската митрополия с 217 жители с гръцко съзнание. В селото работят смесено гръцко начално училище и детска градина с 53 ученици (43 мъже и 11 жени) и 2 учители.
От Основната данъчна книга от 1907 година става ясно, че Харманкьой включва много широка територия от Додулари до днешната улица „Лангада“ и от Даутбал до Солунската железопътна гара. На територията има предимно зърнени масиви и няколко хамбара и конюшни, по-голямата част от които принадлежат на турски земевладелци. През 1905 година са регистрирани 222 жители православни гърци.
При избухването на Балканската война в 1912 година един човек от Харманкьой е доброволец в Македоно-одринското опълчение.

## В Гърция
Селото попада в Гърция след Междусъюзническата война в 1913 година.
В 1924 година южно от него са заселени гърци бежанци от Турция, които основават селището Нео или Като Харманкьой (тоест Ново или Долно Харманкьой) и съответно Харманкьой започва да се нарича Палео Харманкьой (тоест Старо Харманкьой). В 1927 година е прекръстено на Статмос, тоест Гара, заради Солунската военна гара, която е в Харманкьой. По-късно името е сменено на Неос Куклудзас, а в 1955 година - на Евосмос.
Градът има професионален футболен отбор Агротикос Астерас. Отборът е създаден от бежанци от Мала Азия през 1932 г.

## Личности
Родени в Харманкьой
- Иван Трайков (1892 – ?), македоно-одрински опълченец, Първа рота на Седма кумановска дружина[12]